# 莫伊兹·冲伯

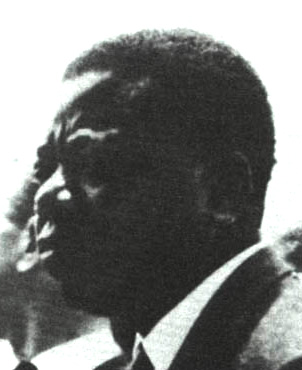
莫伊兹·冲伯

莫伊兹·卡彭达·冲伯（法語：Moïse Kapenda Tshombe，1919年11月10日—1969年6月29日），刚果民主共和国政治家、军阀。
冲伯出生于隆达部族，自小在一家美国传教士开设的学校中接受教育。1950年代，冲伯在加丹加省开设了一系列的商店，并涉足政治，创立“加丹加部族联盟党”（科纳卡特党），代表隆达部族利益，鼓吹分省自治，以联邦制实现比属刚果的独立。
1960年，比属刚果宣布独立。在大选中，科纳卡特党获得了加丹加省的控制权。7月11日，在比利时的支持下，冲伯宣布加丹加从刚果独立，引发了著名的刚果危机。在危机中，冲伯建立了自己的武装部队，并同刚果总理帕特里斯·卢蒙巴的部队，以及联合国维和部队对抗。
1960年9月，卢蒙巴在政变中被推翻，12月1日他本人在逃往东方省的途中被蒙博托·塞塞·塞科的部队抓获。次年1月17日，卢蒙巴被蒙博托转交给冲伯，而冲伯则不顾联合国秘书长达格·哈马舍尔德等人的呼吁，立即处决了卢蒙巴。
1963年，加丹加被联合国维和部队占领，冲伯被迫经北罗得西亚流亡西班牙。1964年6月30日，冲伯再度回国出任总理。但是次年，他被总统约瑟夫·卡萨武布解职。1966年，蒙博托·塞塞·塞科在确立了在刚果的独裁地位后，控告冲伯犯有阴谋罪，迫使其再度流亡西班牙。
1967年，冲伯被缺席判处死刑，6月30日，他的座机被劫至阿尔及利亚，在那里他被软禁，直到两年后因心脏衰竭去世。

## 延伸阅读
- Colvin, Ian. The rise and fall of Moise Tshombe: A biography (Frewin, 1968).
- De Witte, Ludo. . Verso. 2003. ISBN 1-85984-410-3.
- Gibbs, David N. "Dag Hammarskjöld, the United Nations, and the Congo Crisis of 1960–1: a reinterpretation." Journal of Modern African Studies 31.1 (1993): 163-174. online （页面存档备份，存于）
- Kalb, Madeleine G. The Congo cables: the cold war in Africa--from Eisenhower to Kennedy (1982).
- Mazrui, Ali A. "Moise Tshombe and the Arabs: 1960 to 1968." Race 10.3 (1969): 285-304.
- O'Brien, Conor Cruise. "The UN, Congo and Tshombe." Transition 15 (1964): 29-31. online （页面存档备份，存于）